# Саръшабанско поле
Саръшабанското поле (на гръцки: Πεδιάδα της Χρυσουπόλεως) е плодородна равнина около долното поречие на Места до устието ѝ в Бяло море. То е западен дял на по-голямото Ксантийско поле и на Беломорската равнина.
На север и запад полето е затворено от южните склонове на планината Чалдаг. На изток гранични с Енидже овасъ – полето около град Енидже, източния дял на Ксантийското поле.
Носи името на градчето Саръшабан (Хрисуполи).